# Nina Rutová
Nina Rutová je českou editorkou a redaktorkou didaktických sborníků shrnujících zkušenosti pedagogů, lektorkou, scenáristkou a dramaturgyní.

## Život
Nina Rutová absolvovala studium na Akademii múzických umění v Praze (AMU), kde studovala obor dramaturgie na Divadelní fakultě AMU (DAMU) (titul MgA.). Kladný vztah a záliba v beletristických a naučných knihách pro děti se manifestovala do profesního zaměření na spolupráci se školami, knihovnami i médii. Její odbornou lektorskou doménou je rozvoj dětského čtenářství, aplikace metody čtení s porozuměním, rozvoj a propagace metody kritického myšlení a racionálního přístupu k informacím, čtenářská gramotnost, oblast poezie a tvůrčího psaní i čtení.
V průběhu dvaceti let pracovala jako šéfredaktorka několika časopisů: Kritické listy, Kritická gramotnost a Rodina a škola. Vytvořila pro vydavatelství Mladá fronta několik metodických sešitů ke knihám pro děti a mládež (jsou určeny pro žáky prvních i druhých stupňů škol). Publikovala na webu Zlatá stuha, který se věnuje soutěžím, vyhlašování a oceňování literárních děl v oblasti knižní tvorby pro děti a mládež, čtenářské lekce vztahující se k oceňovaným titulům. Pro nakladatelství Fraus tvoří a publikuje metodiky pro dětské knihy.
Od roku 1999 vede Nina Rutová dílny s názvem Čtením a psaním ke kritickému myšlení. Od listopadu 2016 pracuje jako odborná konzultantka pro Čtenářské kluby (Nová škola, o.p.s.). V rámci spolupráce s Českou televizí prezentovala veřejnosti pedagogický konstruktivismus formou 14dílného seriálu nazvaného Škola snů. V Knihovně Václava Havla vede Nina Rutová vzdělávací semináře. Pro lidskoprávní organizaci Člověk v tísni vytvořila v rámci projektu Respekt nebolí metodiku pro čtyřicet příběhů, v nichž nejsou respektována základní lidská práva.

## Publikační činnost (výběr)
- RUTOVÁ, Nina. Havel v kostce: 14 lekcí o jedné osobnosti a každé době pro učitele a studenty. Vydání 1. Praha: Knihovna Václava Havla, 2011; 139 stran; ISBN 978-80-87490-06-8. (Publikace je určená pro učitele a studenty. Metodou kritického myšlení zpracovává témata jako např.: disent, svědomí, dědictví minulosti či demokratická diskuze. Autorka využila svoje zkušenosti ze seminářů určených pro středoškoláky.[4])
- RUTOVÁ, Nina; Březinová, Ivona: Metodika. Danda má hlad. Praha: Mladá fronta, 2014; 23 stran. Nebojím se písmenek. ISBN 978-80-204-3572-9. (Publikace ve formě pracovního sešitu určená pro první čtení začínajících čtenářů. Příběh malého sedmiletého hocha Otíka, který místo vysněného domácího zvířete dostane masožravou kytku jménem Danda.)
- RUTOVÁ, Nina. Metodika: Daniela Krolupperová, Já se nechtěl stěhovat!. Praha: Mladá fronta, 2014; 23 stran; Už umím číst. ISBN 978-80-204-3314-5. (Metodické pokyny pro učitele s radami a tipy při práci s knihou Já se nechtěl stěhovat!.)
- RUTOVÁ, Nina; Březinová, Ivona: Metodika. Lucka Luciperka. Praha: Mladá fronta, 2015, ©2015. 29 stran. edice: Nebojím se písmenek. ISBN 978-80-204-3887-4. (Forma návodů k aktivitám a pracovním listům pro první a druhé čtení.)
- RUTOVÁ, Nina: Metodika: Hloupežníci, Miloš Kratochvíl. Praha: Mladá fronta, 2015, ©2015. 31 stran. Už umím číst. ISBN 978-80-204-3752-5. (Forma metodiky pro čtení s porozuměním a pro hlasité čtení s výrazem.)
- Nina Rutová vytvořila didaktickou hru pro studenty pracující s encyklopedií Renáty Fučíkové Dobrých 100.[4][p. 3]
- RUTOVÁ, Nina. Metodika - práce s textem: Polštářoví podvodníci, Daniela Krolupperová. Praha: Mladá fronta, 2019, ©2019. 64 stran. ISBN 978-80-204-5542-0. (Metodická příručka pro výuku čtení s porozuměním.)
- RUTOVÁ, Nina a metodický tým (Hana Hogenová, Jana Kohoutová, Petra Mitická, Klára Smolíková, Hana Vacková, Jana Vlachová, Lucie Vrtalová, Kateřina Zielinská, Eliška Žatková). Kapuce od mikiny: metodický sešit ke sbírce povídek. Ostrava: Celé Česko čte dětem, o.p.s., 2022 123 stran. ISBN 978-80-908659-0-7. (Metodická příručka pro výuku literární výchovy na základních školách.)